# Prkos (żupania kopriwnicko-kriżewczyńska)
Prkos – wieś w Chorwacji, w żupanii kopriwnicko-kriżewczyńskiej, w gminie Rasinja. W 2011 roku liczyła 50 mieszkańców.